# Ањи
Ањи (фр. Agny) насеље је и општина у североисточној Француској у региону Север-Па де Кале, у департману Па де Кале која припада префектури Арас.
По подацима из 2011. године у општини је живело 1948 становника, а густина насељености је износила 321,98 становника/km². Општина се простире на површини од 6,05 km². Налази се на средњој надморској висини од 81 метар (максималној 98 m, а минималној 65 m).

## Демографија
| 1962. | 1968. | 1975. | 1982. | 1990. | 1999. | 2011. |
| ----- | ----- | ----- | ----- | ----- | ----- | ----- |
| 1.033 | 1.083 | 1.291 | 1.232 | 1.963 | 1.954 | 1.948 |

График промене броја становника у току последњих година